# Zalaegerszeg
Zalaegerszeg (prononciation [ˈzɒlɒˌɛɡɛɾsɛɡ]) est une ville de l'ouest de la Hongrie située à proximité des frontières autrichienne, slovène et croate. Elle est le chef-lieu du comitat de Zala.

## Géographie
La ville est située sur la Zala, à l'extrême ouest de la plaine de Pannonie, à mi-chemin entre le lac Balaton et la frontière autrichienne.
Zalaegerszeg est situé à environ 200 kilomètres au sud-ouest de Budapest et à 35 kilomètres au nord-ouest de la pointe ouest du lac Balaton. 
À environ 40 kilomètres à l'ouest se trouve la frontière avec l'Autriche et la Slovénie.
Sa superficie est de 102,41 km2.

## Histoire
Alors que les Ottomans occupent la majeure partie de l'Europe centrale, la région au nord du lac Balaton reste dans le Royaume de Hongrie (1538–1867); après le compromis de 1867, jusqu'en 1918, évidemment dans la Transleithanie, au Royaume de Hongrie.
Zalaegerszeg était au début du XXe siècle la capitale de l'ancien comitat de Zala.

## Population et démographie
| 1870  | 1880   | 1890   | 1900   | 1910   | 1920   |
| ----- | ------ | ------ | ------ | ------ | ------ |
| 9 784 | 10 736 | 12 794 | 15 207 | 16 727 | 19 606 |

| 1930   | 1941   | 1949   | 1960   | 1970   | 1980   |
| ------ | ------ | ------ | ------ | ------ | ------ |
| 19 906 | 20 472 | 21 668 | 30 147 | 40 541 | 56 108 |

| 1990   | 2001   | 2011   | 2022   | - | - |
| ------ | ------ | ------ | ------ | - | - |
| 62 212 | 61 654 | 59 499 | 54 000 | - | - |

## Transports
Zalaegerszeg est située à l'intersection de la route principale 76 et de la route principale 74.
La route principale 75 passe à proximité, à 6 kilomètres de la frontière, à 12 kilomètres au sud du centre-ville.
La route secondaire 7410  relie le centre de Zalaegerszeg à la route principale 75.

## Activités

### Sports
- Zalaegerszeg TE FC, club de football local

## Tourisme

### Monuments
- Église baroque Mária Magdolna (Marie-Madeleine)
- Théâtre Hevesi Sándor

### Musées
- Göcsej Múzeum, musée ethnographique

## Personnalités

### Nées à Zalaegerszeg
- Jean Toth (1899-1972), peintre d'origine hongroise devenu français.
- Lajos Vajda (1908-1941), peintre
- Marika Száraz (1947-) licière
- Miklós Lendvai (1975-2023), footballeur

### Liées à Zalaegerszeg
- József Mindszenty (1892-1975), cardinal de l'Église catholique romaine, opposant farouche au fascisme et au communisme

## Jumelages
La ville de Zalaegerszeg est jumelée avec :
| Ville | Ville        | Pays | Pays               | Période     |
| ----- | ------------ | ---- | ------------------ | ----------- |
|       | Dobritch     |      | Bulgarie           |             |
|       | Gorizia      |      | Italie             |             |
|       | Kherson      |      | Ukraine            |             |
|       | Klagenfurt   |      | Autriche           | depuis 1990 |
|       | Krosno       |      | Pologne            |             |
|       | Kusel        |      | Allemagne          |             |
|       | Lendava      |      | Slovénie           |             |
|       | Lendava (en) |      | Slovénie           |             |
|       | Marl         |      | Allemagne          |             |
|       | Sourgout     |      | Russie             |             |
|       | Târgu Mureș  |      | Roumanie           |             |
|       | Varaždin     |      | Croatie            |             |
|       | Varkaus      |      | Finlande           |             |
|       | Zenica       |      | Bosnie-Herzégovine |             |

## Galerie

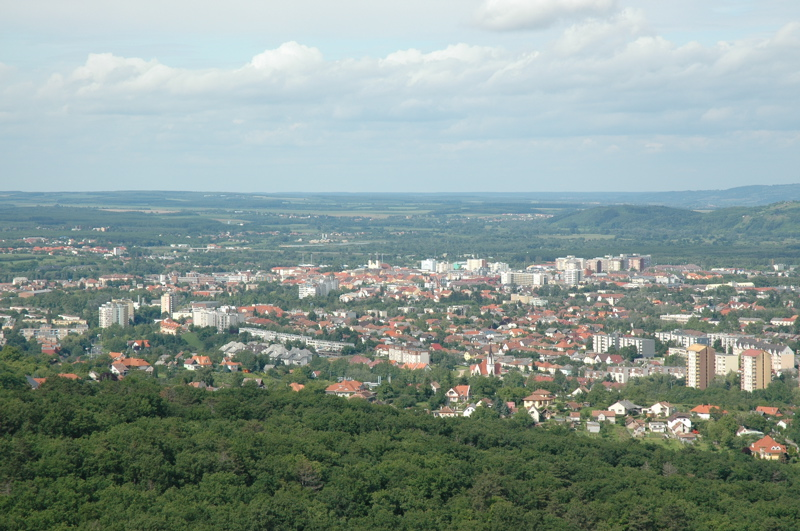
Vue panoramique de Zalaegerszeg.
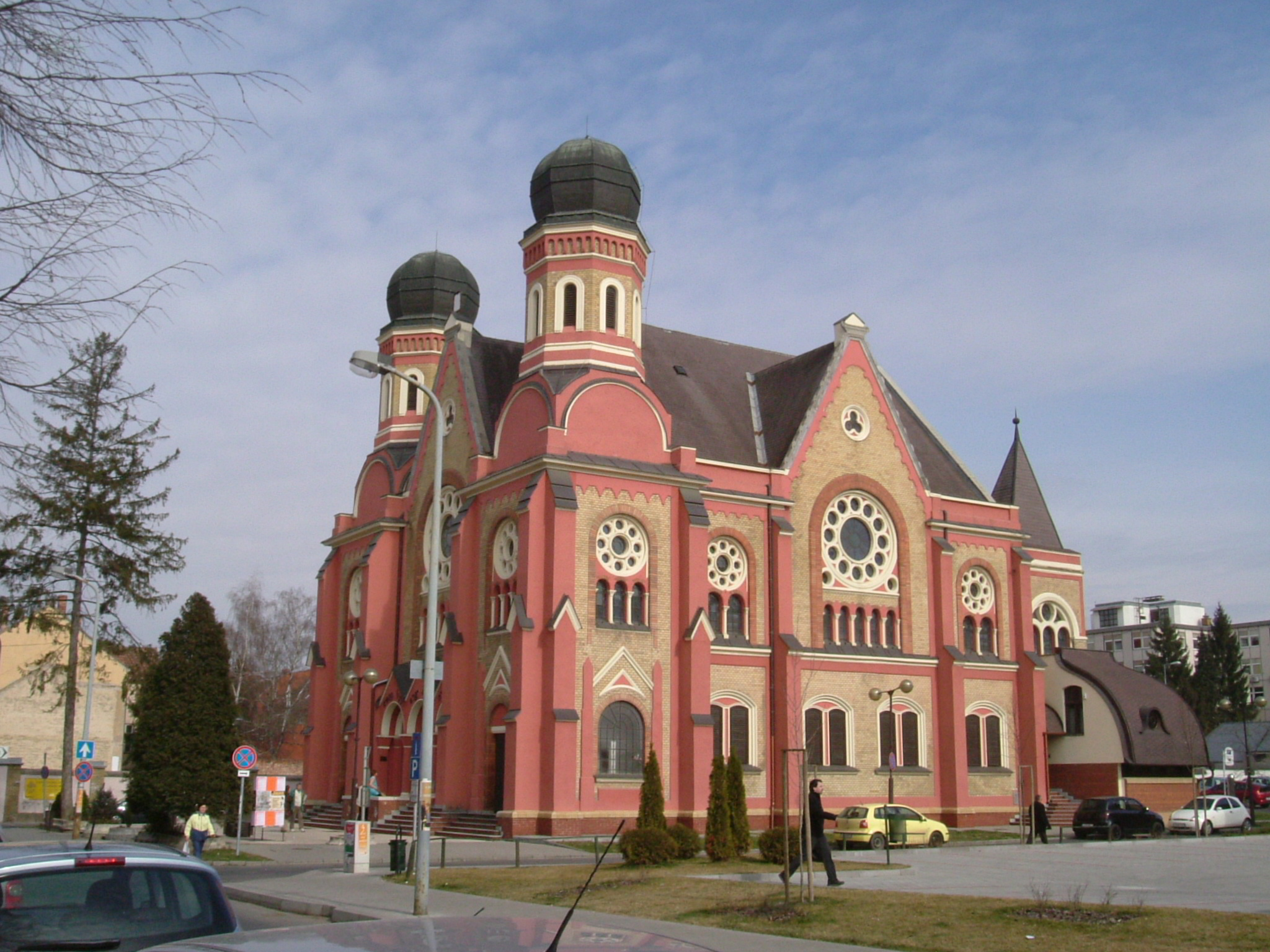
Ancienne synagogue.
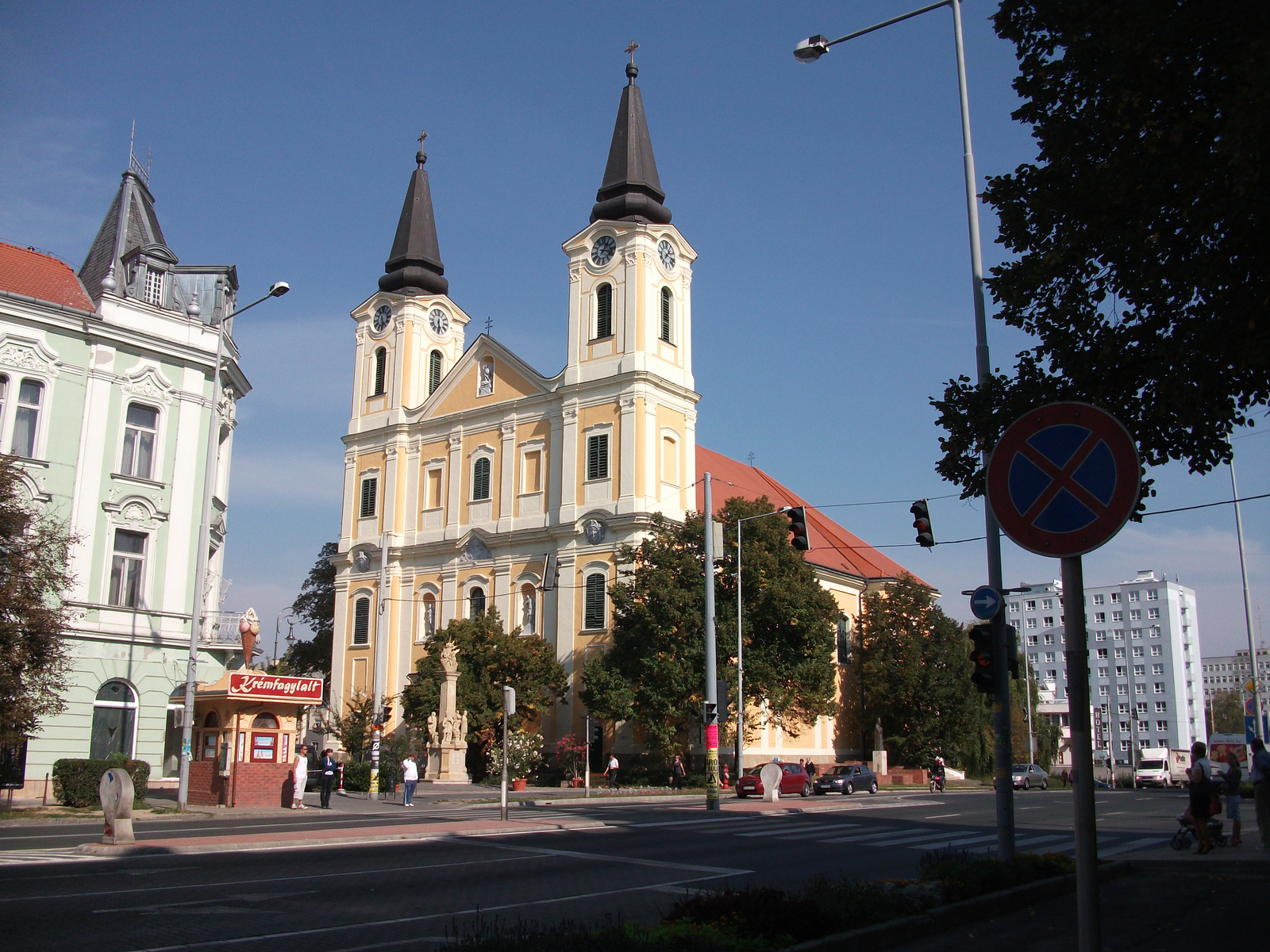
Église Sainte-Madeleine.
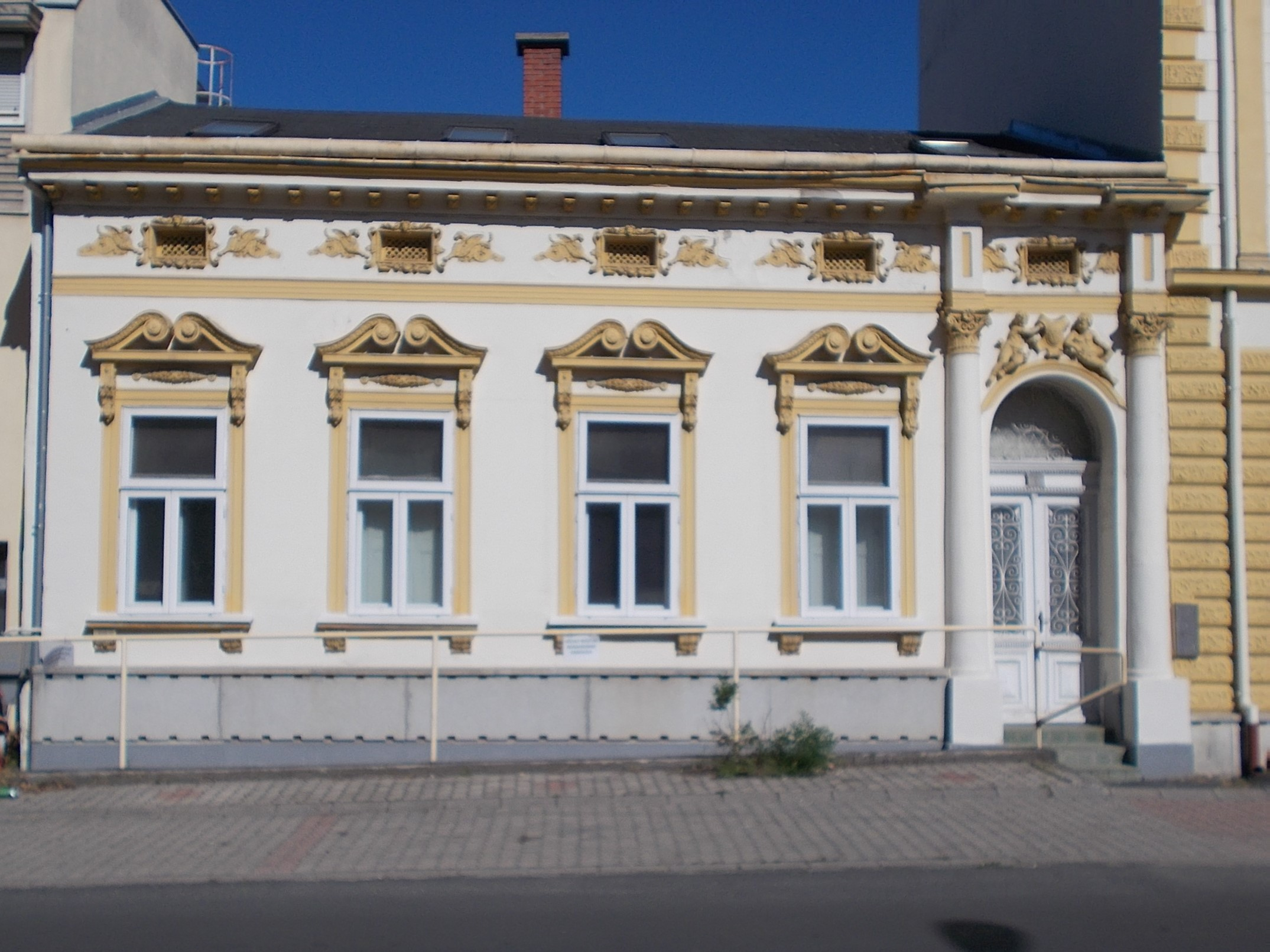
Rue Batthyány.